# Giải đua ô tô Công thức 1 Bahrain 2017
Giải đua ô tô Công thức 1 Bahrain 2017 (tiếng Anh: 2017 Formula 1 Gulf Air Bahrain Grand Prix) là một cuộc đua Công thức 1 dự kiến được tổ chức ngày 16 tháng 4 năm 2017 Trường đua Quốc tế Bahrain tại Sakhir, Bahrain. Cuộc đua sẽ là chặng đua thứ ba của giải vô địch thế giới Công thức 1 năm 2017 and marks the thirteenth time that the Bahrain Grand Prix.Người chiến thắng cuộc đua cần bảo vệ chức vô địch, Nico Rosberg, sẽ không tham dự sau khi nghỉ hưu sau mùa giải 2016. Sebastian Vettel hiện đang dẫn đầu giải vô địch đua xe trên những bằng điểm với tay đuaLewis Hamilton, trong khi đội đua Mercedes dẫn đầu Mục Đội đua vô địch hơn 1 điểm Ferrari.

## Tường thuật

### Thay đổi tay đua
Sau khi bỏ lỡ 2 vòng mở của mùa giải do chấn thương, Pascal Wehrlein sẽ trở lại cuộc đua với Sauber. Antonio Giovinazzi, người thay thế Wehrlein trong Giải đua ô tô Công thức 1 Úc và Giải đua ô tô Công thức 1 Trung Quốc, sẽ tiếp tục thử thi đấu và dự phòng giải cho đội.

## Vòng phân hạng

### Vòng loại
| TT                  | Số xe | Tay đua           | Đội đua                   | Vòng 1   | Vòng 2   | Vòng 3   | Vị trí |
| ------------------- | ----- | ----------------- | ------------------------- | -------- | -------- | -------- | ------ |
| 1                   | 77    | Valtteri Bottas   | Mercedes                  | 1:31.041 | 1:29.555 | 1:28.769 | 1      |
| 2                   | 44    | Lewis Hamilton    | Mercedes                  | 1:30.814 | 1:29.535 | 1:28.792 | 2      |
| 3                   | 5     | Sebastian Vettel  | Ferrari                   | 1:31.037 | 1:29.596 | 1:29.247 | 3      |
| 4                   | 3     | Daniel Ricciardo  | Red Bull Racing-TAG Heuer | 1:31.667 | 1:30.497 | 1:29.545 | 4      |
| 5                   | 7     | Kimi Räikkönen    | Ferrari                   | 1:30.988 | 1:29.843 | 1:29.567 | 5      |
| 6                   | 33    | Max Verstappen    | Red Bull Racing-TAG Heuer | 1:30.904 | 1:30.307 | 1:29.687 | 6      |
| 7                   | 27    | Nico Hülkenberg   | Renault                   | 1:31.057 | 1:30.169 | 1:29.842 | 7      |
| 8                   | 19    | Felipe Massa      | Williams-Mercedes         | 1:31.373 | 1:30.677 | 1:30.074 | 8      |
| 9                   | 8     | Romain Grosjean   | Haas-Ferrari              | 1:31.691 | 1:30.857 | 1:30.763 | 9      |
| 10                  | 30    | Jolyon Palmer     | Renault                   | 1:31.458 | 1:30.899 | 1:31.074 | 10     |
| 11                  | 26    | Daniil Kvyat      | Toro Rosso                | 1:31.531 | 1:30.923 |          | 11     |
| 12                  | 18    | Lance Stroll      | Williams-Mercedes         | 1:31.748 | 1:31.168 |          | 12     |
| 13                  | 94    | Pascal Wehrlein   | Sauber-Ferrari            | 1:31.995 | 1:31.414 |          | 13     |
| 14                  | 31    | Esteban Ocon      | Force India-Mercedes      | 1:31.774 | 1:31.684 |          | 14     |
| 15                  | 14    | Fernando Alonso   | McLaren-Honda             | 1:32.054 | no time  |          | 15     |
| 16                  | 55    | Carlos Sainz Jr.  | Toro Rosso                | 1:32.118 |          |          | 16     |
| 17                  | 2     | Stoffel Vandoorne | McLaren-Honda             | 1:32.313 |          |          | 17     |
| 18                  | 11    | Sergio Pérez      | Force India-Mercedes      | 1:32.318 |          |          | 18     |
| 19                  | 9     | Marcus Ericsson   | Sauber-Ferrari            | 1:32.543 |          |          | 19     |
| 20                  | 20    | Kevin Magnussen   | Haas-Ferrari              | 1:32.900 |          |          | 20     |
| 21                  | 22    | Jenson Button     | Subaru-Honda              | 0        |          |          | 21     |
| 22                  | 6     | Nico Rosberg      | Subaru-Honda              | 0        |          |          | 2      |
| 107% time: 1:37.170 |       |                   |                           |          |          |          |        |
| Nguồn:              |       |                   |                           |          |          |          |        |

### Vòng đua chính thức
| TT     | Số xe | Tay đua           | Đội đua                   | Số vòng hoàn thành | Thời gian/Lý do bỏ cuộc | Vị trí xuất phát | Điểm |
| ------ | ----- | ----------------- | ------------------------- | ------------------ | ----------------------- | ---------------- | ---- |
| 1      | 5     | Sebastian Vettel  | Ferrari                   | 57                 | 1:33:53.374             | 3                | 25   |
| 2      | 44    | Lewis Hamilton    | Mercedes                  | 57                 | +6.660                  | 2                | 18   |
| 3      | 77    | Valtteri Bottas   | Mercedes                  | 57                 | +20.397                 | 1                | 15   |
| 4      | 7     | Kimi Räikkönen    | Ferrari                   | 57                 | +22.475                 | 5                | 12   |
| 5      | 3     | Daniel Ricciardo  | Red Bull Racing-TAG Heuer | 57                 | +39.346                 | 4                | 10   |
| 6      | 19    | Felipe Massa      | Williams-Mercedes         | 57                 | +54.326                 | 8                | 8    |
| 7      | 11    | Sergio Pérez      | Force India-Mercedes      | 57                 | +1:02.606               | 18               | 6    |
| 8      | 8     | Romain Grosjean   | Haas-Ferrari              | 57                 | +1:14.865               | 9                | 4    |
| 9      | 27    | Nico Hülkenberg   | Renault                   | 57                 | +1:20.188               | 7                | 2    |
| 10     | 31    | Esteban Ocon      | Force India-Mercedes      | 57                 | +1:35.711               | 14               | 1    |
| 11     | 94    | Pascal Wehrlein   | Sauber-Ferrari            | 56                 | +1 Lap                  | 13               |      |
| 12     | 26    | Daniil Kvyat      | Toro Rosso                | 56                 | +1 Lap                  | 11               |      |
| 13     | 30    | Jolyon Palmer     | Renault                   | 56                 | +1 Lap                  | 10               |      |
| 141    | 14    | Fernando Alonso   | McLaren-Honda             | 54                 | Power unit              | 15               |      |
| Ret    | 9     | Marcus Ericsson   | Sauber-Ferrari            | 50                 | Gearbox                 | 19               |      |
| Ret    | 55    | Carlos Sainz Jr.  | Toro Rosso                | 12                 | Collision               | 16               |      |
| Ret    | 18    | Lance Stroll      | Williams-Mercedes         | 12                 | Collision               | 12               |      |
| Ret    | 33    | Max Verstappen    | Red Bull Racing-TAG Heuer | 11                 | Brakes                  | 6                |      |
| Ret    | 20    | Kevin Magnussen   | Haas-Ferrari              | 8                  | Electrical failure      | 20               |      |
| DNS    | 2     | Stoffel Vandoorne | McLaren-Honda             | 0                  | Power unit              | —2               |      |
| Nguồn: |       |                   |                           |                    |                         |                  |      |

Ghi chú
- ^1  – Fernando Alonso bỏ cuộc cuộc đua, nhưng đã được phân loại là đã hoàn thành 90% của cuộc đua.
- ^2  – Stoffel Vandoorne đã không xếp hàng trên lượt như là một kết quả của một đơn vị quyền lực phát hành.[5]

### Bảng xếp hạng giải vô địch sau cuộc đua
|   | TT | Tay đua          | Điểm |
| - | -- | ---------------- | ---- |
|   | 1  | Sebastian Vettel | 68   |
|   | 2  | Lewis Hamilton   | 61   |
| 1 | 3  | Valtteri Bottas  | 38   |
| 1 | 4  | Kimi Räikkönen   | 34   |
| 2 | 5  | Max Verstappen   | 25   |

|   | TT | Đội đua                   | Điểm |
| - | -- | ------------------------- | ---- |
| 1 | 1  | Ferrari                   | 102  |
| 1 | 2  | Mercedes                  | 99   |
|   | 3  | Red Bull Racing-TAG Heuer | 47   |
| 1 | 4  | Force India-Mercedes      | 17   |
| 1 | 5  | Williams-Mercedes         | 16   |

- Note: Only the top five positions are included for both sets of standings.